# Pfarrkirche Neidling

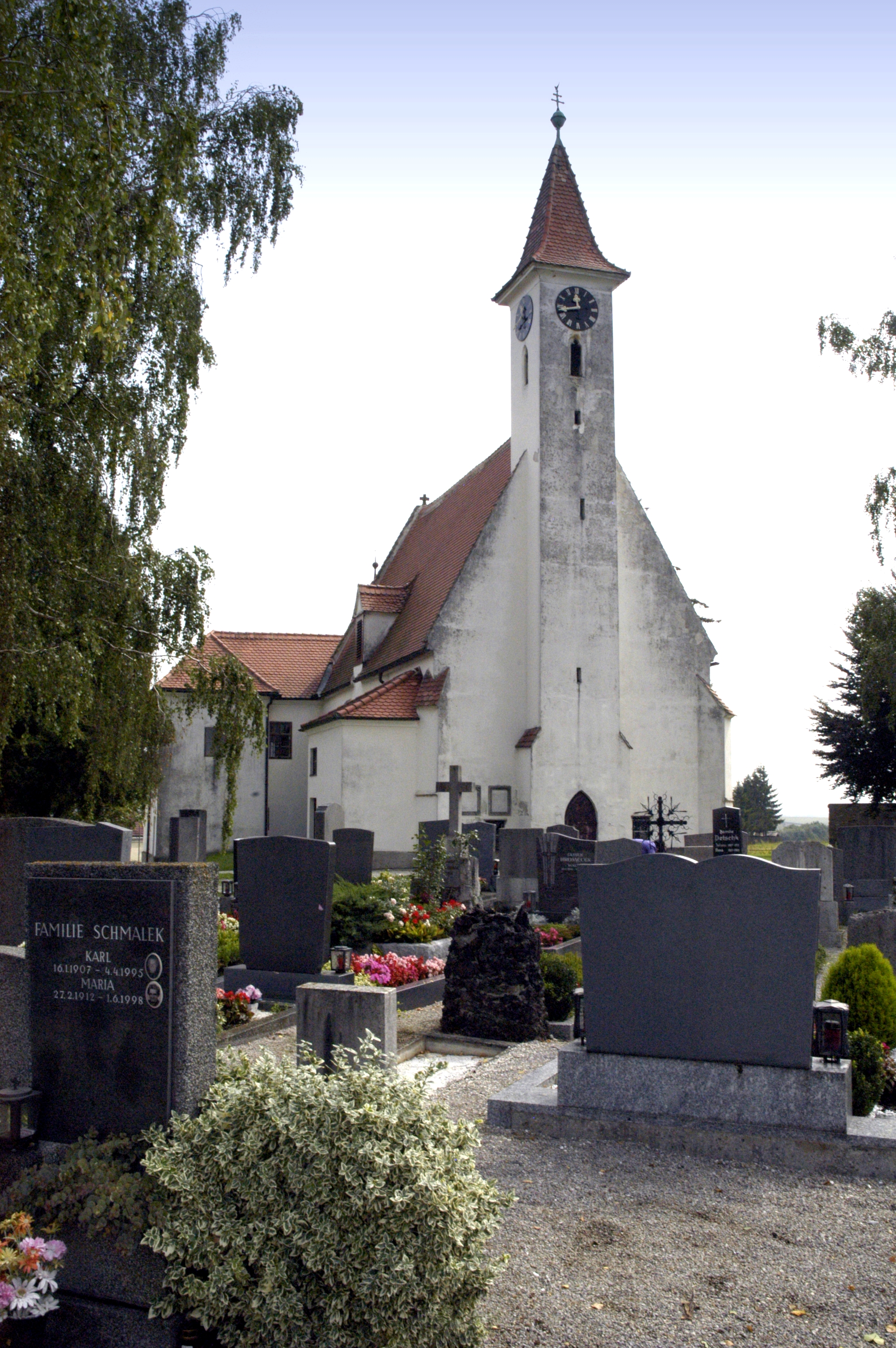
Katholische Pfarrkirche Hll. Peter und Paul in Neidling

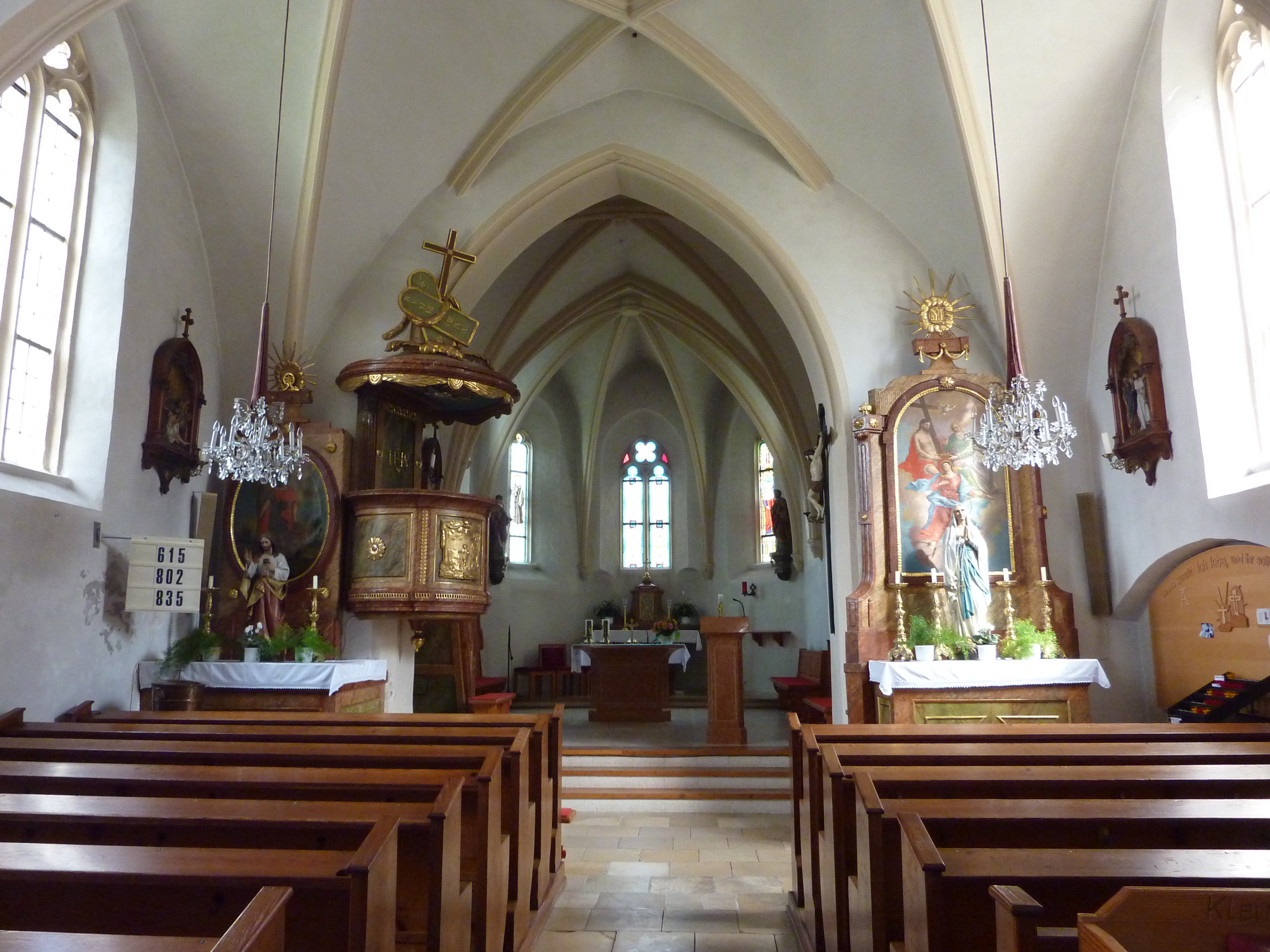
Langhaus, Blick zum Chor

Die Pfarrkirche Neidling steht erhöht im Süden des Ortes in der Marktgemeinde Neidling im Bezirk St. Pölten-Land in Niederösterreich. Die dem Patrozinium der Heiligen Peter und Paul unterstellte römisch-katholische Pfarrkirche gehört zum Dekanat Melk in der Diözese St. Pölten. Die Kirche und der Friedhof stehen unter Denkmalschutz (Listeneintrag).

## Geschichte
Vermutlich 828 eine Gründung vom Stift Kremsmünster. Im 13. Jahrhundert eine Filiale von St. Pölten. Im 15. Jahrhundert ein Vikariat. 1495 im Testament des Stephan Uttendorfer bedacht, dadurch vermutlich Mittel zur Errichtung des Langhauses. Im 16. Jahrhundert eine Filiale der Pfarrkirche Karlstetten. Die Kirche wurde 1784 zur Pfarrkirche erhoben.

## Architektur
Der zierliche spätgotische Kirchenbau mit einem eingezogenen gotischen Chor und einem Westturm mit umfangreichen späteren Anbauten steht in einem ummauerten Friedhof, der Mauerzug zur Straße hat Schlitzluken.
Das Kirchenäußere zeigt, dass der eingezogene Chor in der Achse zum Langhaus etwas nach Norden gerückt ist. Das Langhaus unter einem steilen Dach mit Biberschwanzdeckung hat Strebepfeiler, spätgotische Maßwerkfenster mit Fischblasen und ein spitzbogiges Südportal mit einer originalen Eisenplattentür. Der Chor mit hohen teils zweibahnigen Spitzbogenfenstern hat abgetreppte Strebepfeiler. Der halb in die Westfront eingestellte zierliche spätgotische Westturm hat Schlitzluken und Schallfenster mit Maßwerk, er trägt einen erneuerten Pyramidenhelm aus 1929. Im Norden am Chor steht ein hakenförmiger Sakristeianbau aus 1834 mit einer Oratoriumsaufstockung aus 1841. Im Süden am Chor steht der barocke Anbau der sogenannten alten Sakristei unter einem Pultdach.
Das Kircheninnere zeigt ein dreijochiges Langhaus unter einem Netzrippengewölbe um 1500/1510 teils mit Durchstäbungen, auf polygonalen Wandpfeilern, im westlichen Joch mit Schlusssteinen an den Rippenschnittpunkten mit Blüte, Adler, Wappen. Die spätgotische Westempore ist rippenunterwölbt mit zwei Kreuzformationen und mittig einem Dreistrahl, die Empore ist zum Langhaus mit zwei gedrückten Spitzbogenarkaden geöffnet. Der spitzbogige Triumphbogen ist eingezogen. Der einjochige Chor mit einem Fünfachtelschluss hat ein Kreuzrippengewölbe mit reliefierten Scheibenschlusssteinen als Rosetten auf skulptierten Konsolen mit Tier- und Menschenköpfen aus dem 3./4. Viertel des 14. Jahrhunderts. Im Chor ist im Joch rechts die Wand zur alten Sakristei entfernt und damit ein Nebenraum mit einem Platzlgewölbe und einem geschweiften Stuckspiegel 1756.
Die Glasmalereien zeigen im Chor die Heiligen Elisabeth von Thüringen, Antonius von Padua, Leopold, Teresa von Ávila, im Chorschluss ornamental, alle um 1900. 1999 wurden fragmentierte Wandmalereien freigelegt, in der Apsis gotische Weihekreuze, sowie ein gemalter Vorhang aus dem 18. Jahrhundert.

## Ausstattung
Der Hochaltar aus 1975 wurde ersatzlos abgetragen. Das ehemalige Hochaltarblatt wurde in die Kapelle vom Schloss Goldegg übertragen. Auf einem rezenten Altartisch steht ein schlichter barocker Tabernakel. Die Statuen Hll. Peter und Paul vom abgetragenen Hochaltar sind aus dem Ende des 19. Jahrhunderts.
Die klassizistischen Seitenaltäre zeigen links das Altarblatt hl. Florian aus dem Anfang des 19. Jahrhunderts in einem ovalen Rahmen und rechts das Bild Mariä Krönung aus der zweiten Hälfte des 19. Jahrhunderts. Das klassizistische Taufbecken schuf Franz Schmutzer 1785. Die neogotischen Kreuzwegreliefs entstanden 1903.
Die Orgel bauten die Gebrüder Rieger 1884.

## Grabdenkmäler
- Es gibt eine reich profilierte Grabplatte mit Roll- und Beschlagwerk mit Kreuzigung, Landschaft und Darstellung des Stifters Achaz Matseber und Gemahlin 1563.